# (Love Is Like a) Heat Wave
Pistes de Heat Wave
Come and Get These Memories Quicksand
(Love Is Like A) Heat Wave est une chanson de soul de 1963 écrite par Holland, Dozier & Holland. Elle fut rendue célèbre par le groupe de musique Motown Martha and the Vandellas sur le label Gordy, puis plus tard par la chanteuse country rock Linda Ronstadt sur son album Prisoner in Disguise.
La chanson fait partie de plusieurs chansons écrites et produites par le légendaire trio d'auteurs-compositeurs et producteurs de musique soul américaine Holland, Dozier & Holland. Heat Wave est le deuxième tube né de la collaboration entre les Vandellas et le trio H-D-H, le premier étant Come and Get These Memories. Les paroles de la chanson racontent l'histoire d'un homme qui a son cœur « brûlant de désir » et qui devient fou quant à ses sentiments amoureux.
Produite et composée avec un contre-temps gospel, des tonalités jazz, des sons doo-wop, Heat Wave fut l'un des premiers morceaux à véritablement illustrer le style de musique que l'on désignera plus tard sous l'expression de « son Motown ». Le single fit une percée dans les charts, atteignant la place de numéro 4 dans le classement du Billboard Pop Singles Chart, et de numéro un sur le Billboard R & B Singles Chart. Il a également remporté la seule et unique nomination du groupe pour un Grammy Award de la « meilleure performance vocale R & B pour un duo ou un groupe » en 1964.
Le succès de Heat Wave a contribué à populariser à la fois Martha and the Vandellas et Holland, Dozier & Holland, et renforça la Motown en tant que musique de référence. La chanson a depuis été l'objet de plusieurs reprises, dont notamment celles des Supremes (sur leur album de 1967 The Supremes Sing Holland-Dozier-Holland), de The Jam (en 1979 sur leur album Setting Sons), des Who dans leurs premiers concerts et sur leur deuxième album A Quick One, de Joan Osborne (une version composée pour le documentaire sur les Funk Brothers intitulé Standing in the Shadows of Motown), de la chanteuse country rock Linda Ronstadt, et du rocker Bruce Springsteen. La chanson a aussi été interprétée par Whoopi Goldberg dans le film Sister Act. Elle est également présente au début du film Backdraft. Phil Collins la reprend, quant à lui, dans son album Going Back (2010).

## Crédits
- Chant principal : Martha Reeves
- Chœurs : Rosalind Ashford et Annette Sterling
- Production : Brian Holland et Lamont Dozier
- Écrite par Brian Holland, Lamont Dozier et Edward Holland, Jr.